# Ласло Лукач
Ласло Лукач (угор. Lukács László; 24 листопада 1850, Златна, Трансильванія — 23 лютого 1932, Будапешт) — угорський політичний діяч, міністр фінансів і прем'єр-міністр Угорщини в 1912-1913.

## Біографія
Лукач вивчав право в університеті Клужа, викладав в Юридичній академії в Дьйорі. У 1877 він взяв на себе управління рудником своєї сім'ї в Златна. З 1878 був депутатом угорського парламенту від Ліберальної партії. Лукач був 1887-1891 керівником податкового відомства, в 1895 обійняв посаду міністра фінансів в кабінеті Дезьо Банфі, і зберіг її ще в кількох кабінетах аж до 1905. Після перерви в політичній кар'єрі, він в 1910 знову став міністром фінансів в уряді Кароя Куен-Гедерварі.
Після відставки Куен-Гедерварі 22 квітня 1912 Лукач був призначений прем'єр-міністром і одночасно зайняв пост міністра внутрішніх справ. Під час свого перебування на посту він боровся проти лютої обструкції опозиції, проти прийняття військового і виборчого законів. Через грубі фінансові порушення у фінансуванні виборчої кампанії заснованої ним «Партії національного праці» Лукач 10 червня 1913 був змушений піти у відставку. Новим лідером партії і прем'єр-міністром став Іштван Тиса.

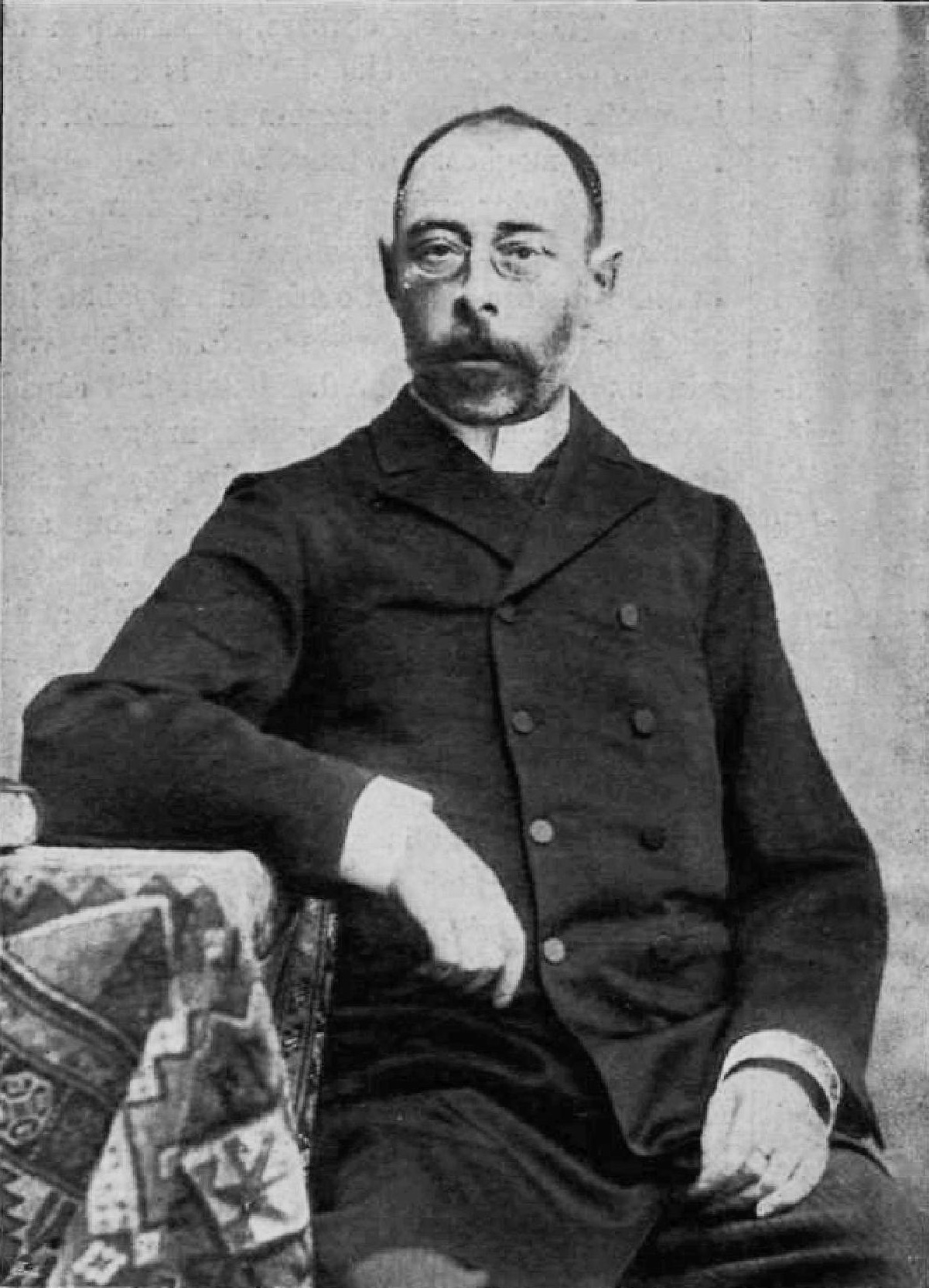
Ласло Лукач, 1895